# Srinagarindra

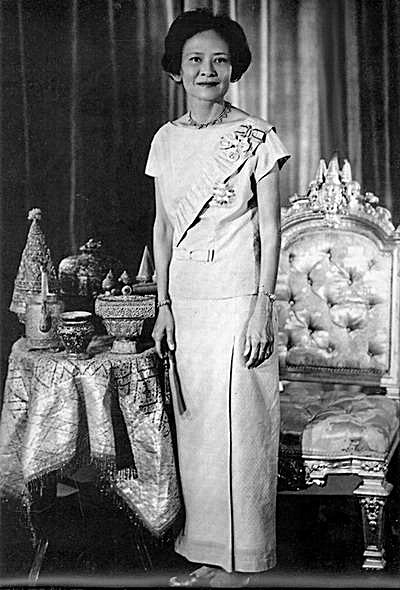
Prinzessinmutter Srinagarindra

Prinzessinmutter Srinagarindra (andere Schreibweisen Sri Nakarindra, Sinakharinthra; thailändisch สมเด็จพระศรีนครินทราบรมราชชนนี; * 21. Oktober 1900 in Thonburi, Thailand; † 18. Juli 1995 in Bangkok) war die Mutter der Könige Ananda Mahidol (Rama VIII.) und Bhumibol Adulyadej.

## Name
Der Geburtsname der späteren Prinzessinmutter war Sangwal (สังวาลย์, Nachnamen waren zu der Zeit in Siam noch nicht eingeführt). Durch ihre Hochzeit mit Prinz Mahidol wurde sie Mom Sangwal Mahidol na Ayutthaya. Nachdem ihr Sohn Ananda 1935 König wurde, bekam sie den Titel „Prinzessinmutter Sri Sangwal“. 1970 verlieh ihr zweiter Sohn, König Bhumibol ihr den Titel Somdet Phra Srinagarindra Borommaratchachonnani (สมเด็จพระศรีนครินทราบรมราชชนนี, Aussprache: [sǒmdèt pʰrá sǐːnakʰarintʰraː bɔːrommáʔ râːttɕʰáʔt͡ɕʰonnáʔniː], „Ihre Königliche Hoheit Prinzessinmutter Srinagarindra“). Im Lande wurde sie liebevoll Somdet Ya (สมเด็จย่า, „Königliche Großmutter“) genannt. Bei den in Thailand siedelnden Bergvölkern, deren Anliegen sie sich besonders annahm, war sie als Mae Fa Luang (แม่ฟ้าหลวง, „Königliche Mutter aus dem Himmel“) bekannt.

## Leben

### Frühes Leben
Sangwal wurde in Thonburi als Tochter eines chinesischstämmigen Goldschmieds geboren, der mit einer Thai verheiratet war. Beide Eltern starben vor ihrem zehnten Lebensjahr, doch blieb ihr ein Waisenschicksal erspart, da sie vorher in den Dienst von Prinzessin Valaya Alongkorn, einer Tochter von König Chulalongkorn (reg. 1868 bis 1910), aufgenommen worden war.
Sangwal wurde zunächst an der Anongkaram-Schule und später auf der bekannten Bangkoker Mädchenschule Satri Withaya unterrichtet. Sie erhielt 1916 ihren Abschluss in Krankenpflege von der Krankenpflegeschule des Sirat-Krankenhauses in Bangkok. Mit einem königlichen Stipendium konnte sie anschließend in den USA studieren.
An der Emerson-Schule in Berkeley, Kalifornien, lernte sie zunächst die englische Sprache, bevor sie den eigentlichen Unterricht an der Northwest-Schule in Hartford, Connecticut, aufnahm. Hier lernte sie Prinz Mahidol Adulyadej, Fürst von Songkhla, kennen und lieben, der ein Sohn des verstorbenen Königs Chulalongkorn war und an der Harvard University öffentliches Gesundheitswesen studierte.

### Heirat und Familie
Prinz Mahidol und Sangwal kehrten 1920 nach Bangkok zurück, wo sie mit Einwilligung der königlichen Familie heirateten. Sangwal erhielt den Titel Mom, der für eine Bürgerliche vorgesehen ist, die ein hohes Mitglied der Königsfamilie heiratet. Das Paar hatte drei Kinder:
- Galyani Vadhana (* 1923 in London; † 2008 in Bangkok)
- Ananda Mahidol (* 1925 in Heidelberg; † 1946 in Bangkok)
- Bhumibol Adulyadej (* 1927 in Cambridge (Massachusetts); † 2016 in Bangkok)

Das Paar kehrte 1928 nach Thailand zurück, wo Prinz Mahidol innerhalb eines Jahres starb.
Als 1935 König Prajadhipok abdankte, wurde Ananda Mahidol – im Alter von 9 Jahren – als Thronfolger gewählt. Nach dessen Tod, der unter bislang nicht vollständig aufgeklärten Umständen erfolgte, wurde Bhumibol Adulyadej König von Thailand.

## Pflichten im Königshaus
Die Prinzessinmutter hatte von Anfang an vor allem karitative Aufgaben wahrzunehmen. Dazu zählten die Hilfe bei der Grenzpolizei, Besuche bei Invaliden, Armen und Kranken sowie Aufbau einer medizinischen Versorgung der Bergvölker in Nord-Thailand. Dazu initiierte sie die Volunteer Doctors Foundation, die lokale, auf freiwilliger Basis arbeitende Ärzte unterstützte. Sie sorgte für den Aufbau von Schulen in unzugänglichen Gegenden des Nordens und aktivierte Helfer und Unterstützer. Daneben bildete sie den Princess Mother’s Fund (heute: „Mae Fah Luang Foundation Under Royal Patronage“), um viele weitere karitative Projekte zu fördern.
In ihren späteren Jahren war sie insbesondere im Gebiet von Doi Tung, Mae Fa Luang, Chiang Rai tätig. Mitte 1991 fiel sie in ihrem Schlafzimmer zu Boden und erholte sich seitdem nie mehr zu voller Gesundheit. Im November 1993, Dezember 1994 und erneut im Juni 1995 musste sie sich im Siriraj-Krankenhaus behandeln lassen.
Srinagarindra starb am 18. Juli 1995 im Alter von 94 Jahren in Bangkok.

## Bestattung
Die nach buddhistischer Tradition übliche Einäscherung erfolgte am 1. März 1996 und war eines der größten Ereignisse des zeitgenössischen Thailand. Tausende Menschen waren Augenzeuge und Millionen konnten die Zeremonie live im Fernsehen verfolgen. Die Asche der Mutter des Königs wurde anschließend im Wat Ratchabopit in Bangkok aufbewahrt.

## Wirkung
Der Princess Mother Memorial Park in der Nähe des Wat Anongkharam, im Bezirk Khlong San von Bangkok, ist dem Andenken an Mae Fa Luang gewidmet und besteht aus weitläufigen Gartenanlagen und einer Reproduktion des Hauses ihrer Kindheit.

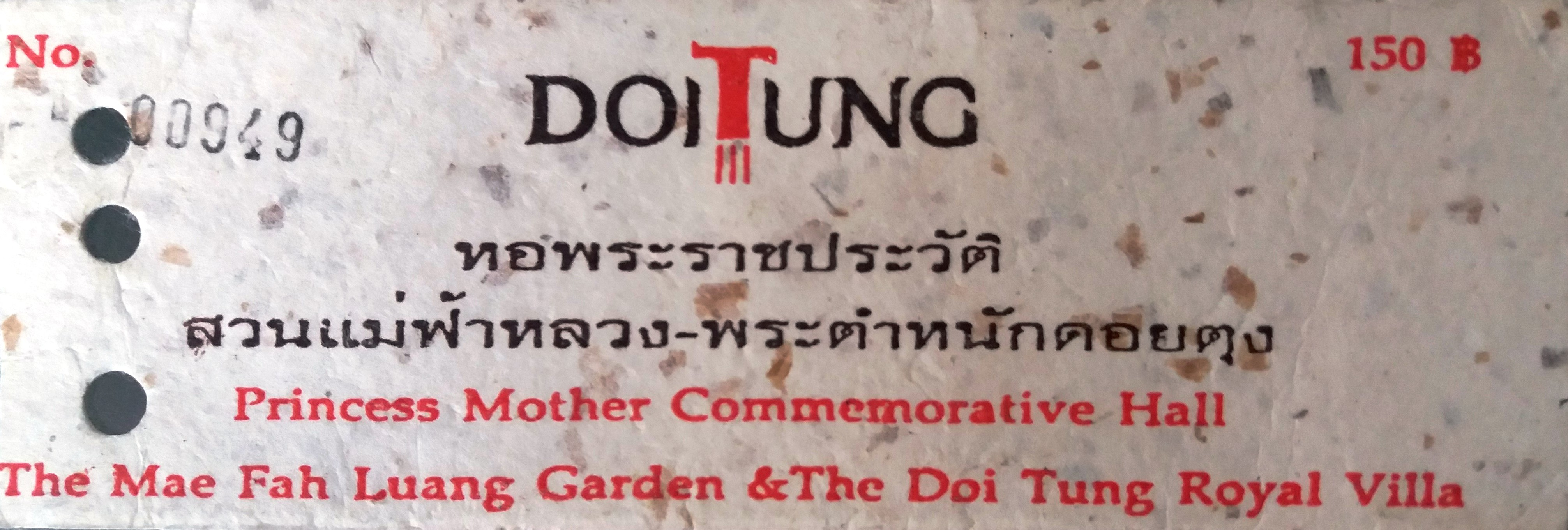
Eintrittskarte Doi Tung

Die königliche Villa in Doi Tung, Amphoe Mae Fa Luang, Provinz Chiang Rai, ist zu einem Museum ausgebaut worden, zu dem jedes Jahr viele Tausend Thailänder kommen.
Nach der Prinzessinmutter sind die Si-Nakharin-Talsperre und der ringsum gelegene Khuean-Si-Nakharin-Nationalpark in der Provinz Kanchanaburi, die Mae Fah Luang-Universität und der Flughafen Chiang Rai, die Bezirke (Amphoe) Srinagarindra in der Provinz Phatthalung und Mae Fa Luang in Chiang Rai, die Srinagarindra-Straße im Osten und die Borommaratchachonnani-Straße im Westen Bangkoks, die Boromarajonani-Krankenpflegeschulen in Bangkok und mehreren Provinzen, das Universitätsklinikum der Universität Khon Kaen sowie eine Vielzahl weiterer staatlicher Einrichtungen benannt.